# Svenska köket

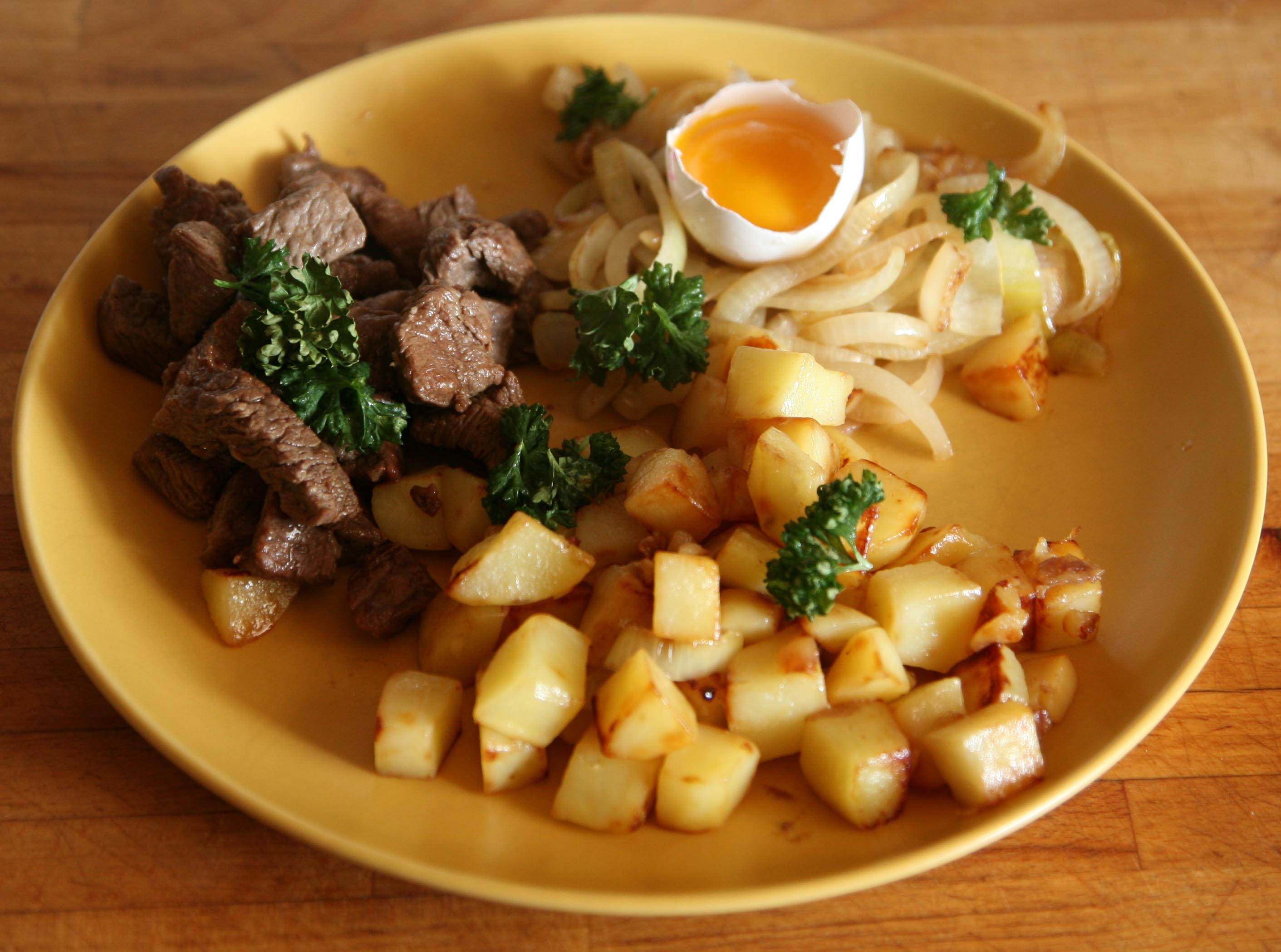
Biff Rydberg är en klassisk svensk maträtt.

Det svenska köket är den matkultur och de mattraditioner som finns i Sverige. Mycket av den svenska matkulturen är baserad på äldre eller nyare traditioner i Sverige och råvaror som finns i Sverige. Idén om ett traditionellt nationellt kök är relativt sen och det svenska köket består till stor del av vidareutveckling av tidigare maträtter, influenser från andra länder och kulturer samt maträtter som tidigare sågs vara lokala eller regionala.
Det svenska köket är en del av den svenska kulturen. Sverige har som politisk ambition att framstå som ett matland internationellt i syfte att gynna turism och tillväxt. Därför lyfts det svenska köket fram i internationella sammanhang såsom vid statsbesök, konferenser eller till turister. Matkulturen avspeglas i firandet av svenska traditioner och högtider.

## Historik

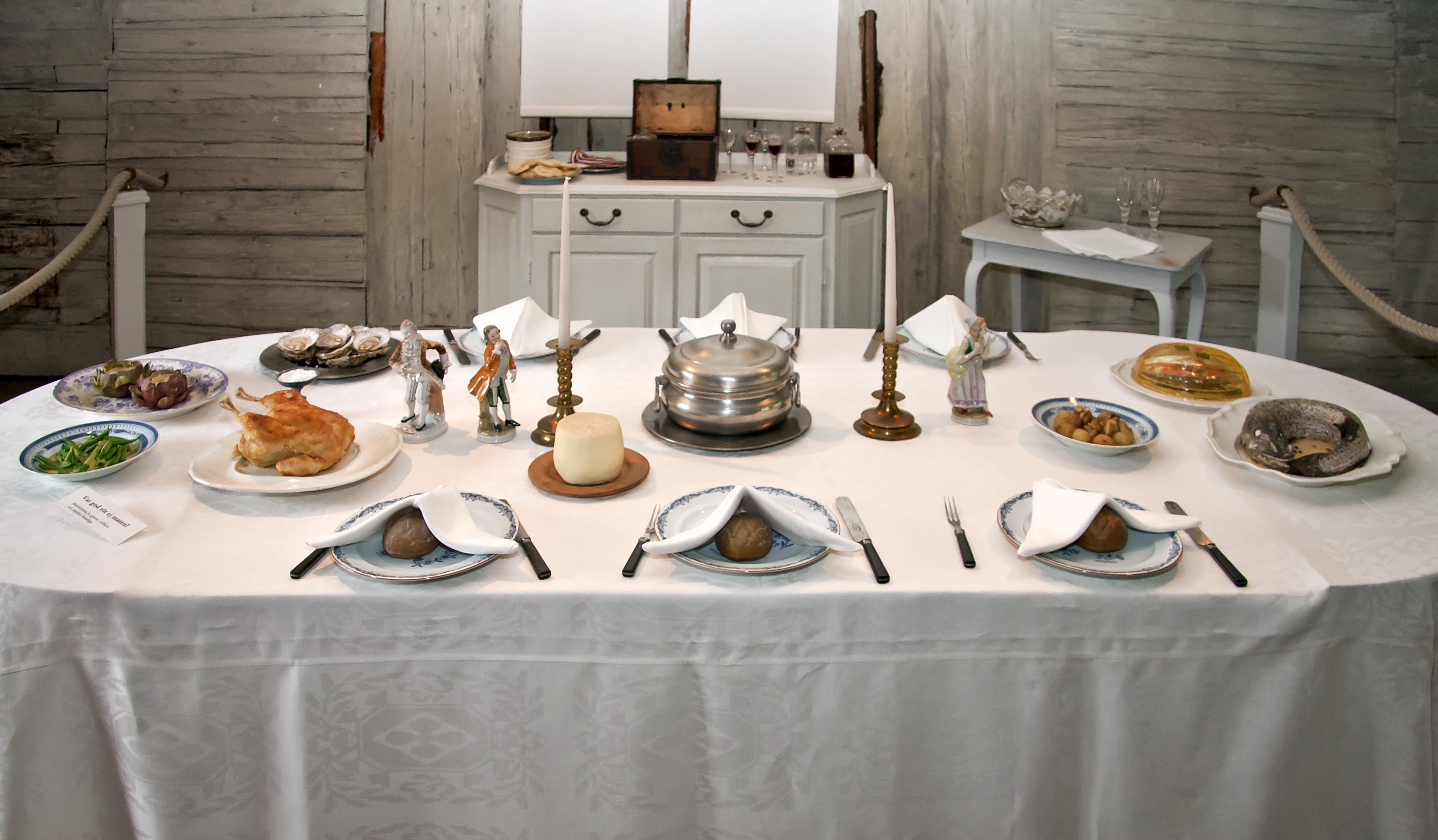
Middagsbord som det kan ha sett ut i ett borgarhem i Sverige på 1700-talet. På bordet, som är fotograferat i Borgarhuset i Wadköping, finns bland annat ugnsstekt gädda, aladåb, ostron, ugnsstekt kapun och kronärtskocka.

Fram till industrialiseringen var svensk hushållskost baserad på så gott som enbart inhemska ingredienser, med import av salt och peppar som viktiga undantag. Vardagsmaten var enkel och enahanda, till exempel välling, gröt, sill, fläsk, soppa, kål, ärter, potatis och bröd. Maten åts sällan färsk, utan konserverades under hösten. Om man var noggrann och snål med matvarorna i vardagen, var man desto frikostigare med maten till fester. Ofta hade man ett knytkalas för att inte en person skulle få betala allt. Det var viktigt att alla smakade av allt, så att alla kunde känna sig nöjda med sin matlagning. En av de allra största festerna var julen. All färskmat bjöds ut den enda gången på året. Julen krävde givmildhet, och ofta delade man med sig till de fattiga.
Det svenska köket har länge varit influerat av mattraditioner från andra länder och kulturer, allt ifrån turkiskinspirerade kåldolmar och det franska köket mellan 1600-talet och 1700-talet till sushi och caffelatte under 1900-talets senare del. Många av rätterna har anpassats till svenska recept och råvaror.

### Kött, fisk och ägg

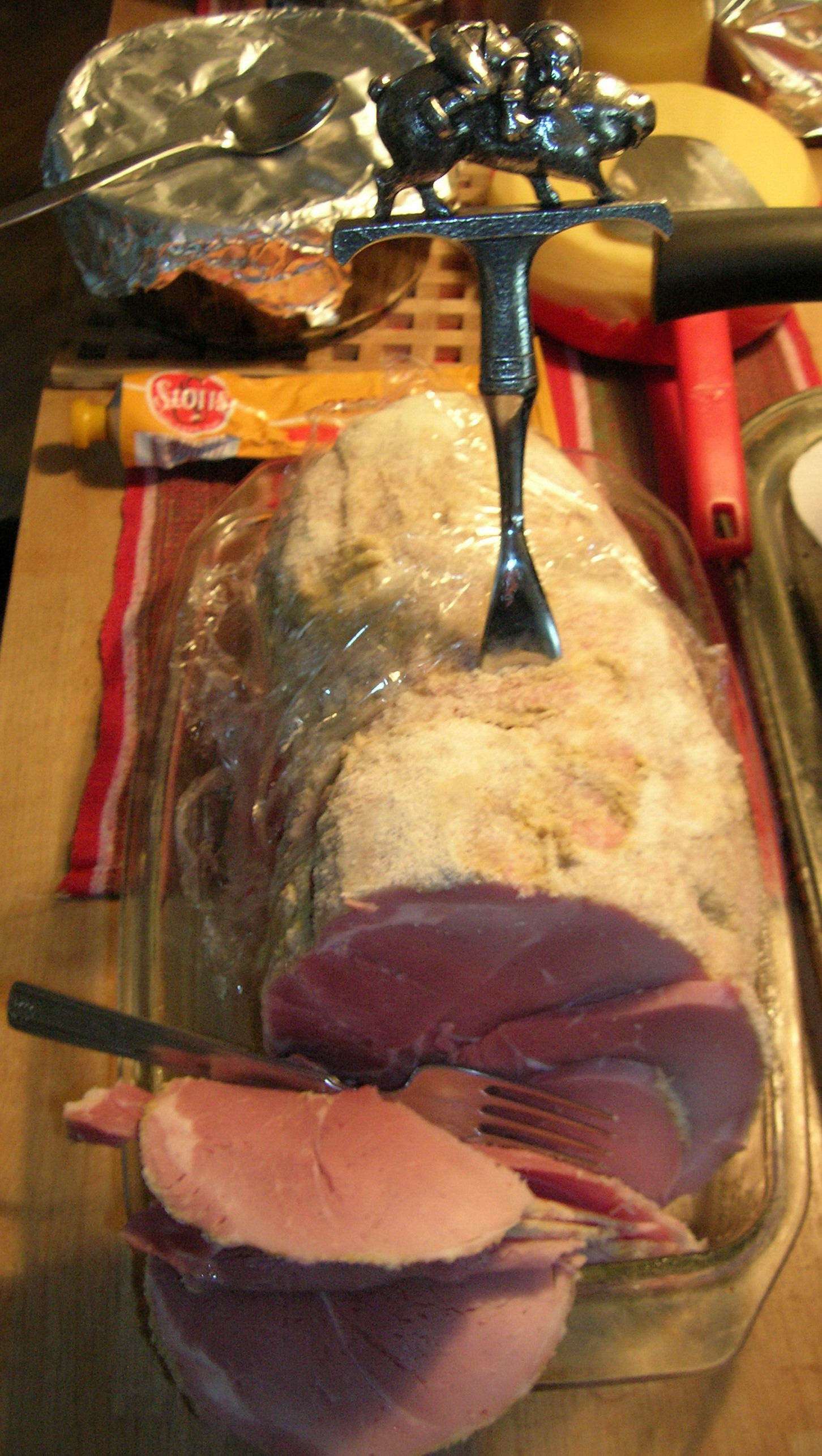
Julskinka.

Vilt förekommer ofta i den festligare maten. I yngre stenålder var säl och sjöfågel de viktigaste viltet i Sverige. Senare har även skogsfågel – främst järpe och ripa men även tjäder och orre, samt rapphöns och hare har traditioner i det svenska köket.
Älgen var i Norrland vid sidan av bävern (den senare främst för pälsens skull) det viktigaste bytesdjuret, men blev på  1700-talet sällsynt för att nästan helt försvinna mot slutet av seklet. I Svealand och Götaland där regalrätten gav kungen ensamrätt till all jakt på hjort, rådjur och älg var det i kusttrakterna främst sjöfågel och i inlandet skogsfågel som jagades för köttets skull.
Efter Riksdagen 1789 och införandet av Förenings- och säkerhetsakten upphävdes jaktregalet på högvilt och jakten släpptes fri för markägande bönder. Det innebar under 50 år att flera arter, bland annat rådjur och älg var nära att utrotas. Under 1900-talet återhämtade sig älgen och har sedan dess varit det viktigaste svenska viltet.
I Norrland har renkött varit ett viktigt inslag i mathållningen, inte minst hos samerna. Renskav är en traditionell samisk rätt som säljs i hela Sverige.
Att äta kött från uppfödda djur har varit vanligt i Sverige sedan människorna började med jordbruk och djurhållning. Sedan början har nöt, får och getter varit de djur som utgjort grundvalen i boskapsuppsättningarna.
Eftersom ben från tamgris och vildsvin ser likadana ut är det svårt att exakt bedöma när grisar började hållas tama, men de förefaller ha utgjort en mindre del av boskapen. Under vikingatiden spelade grisen dock en särskild roll, och det är också tydligt att fläskköttet förekom oftare på stormansgårdarna. I södra Sverige, där det funnits ollonskogar för svinen att beta i, var de vanligare. Större mängder kött saltades in för att förlänga hållbarheten. Därifrån kommer exempelvis traditionerna med julskinkan, den rimmade nötbringan med rotmos eller det stekta fläsket.
Sedan en storskalig fläskindustri kommit igång, först i USA ("amerikafläsket") och senare i Danmark, har fläsket blivit vanligare och billigare. Under krisår på 1900-talet var det varit vanligt att ha en hushållsgris. Nyttan med rimmat kött har egentligen försvunnit, men traditionerna lever fortfarande kvar. Förr var även kokt kött vanligt. Korv, korvkaka och blodpudding – beredningsmetoder som möjliggjorde tillvaratagande av mindre attraktiva slaktrester – lever kvar för smakens skull.
Nötkött var länge exklusivt men har med ökad levnadsstandard blivit allt vanligare i hushållet. Typiska svenska rätter av nöt är biff med lök och sjömansbiff. Kyckling, som förutom festfåglarna gås och anka var den i stort sett enda traditionsenliga fågeln som användes till mat i Sverige, var tidigare en delikatess som åts på våren. Kalkonen, som på sista tiden blivit mycket vanlig, är relativt ny i det svenska köket.

#### Fisk och skaldjur
Fisken har sedan forntiden varit en viktig näringskälla.
Av insjöfisken spelade gädda, lake och braxen den viktigaste rollen, I älv- och årika delar av landet fångade man stora mängder lax, sik och ål, vid Bottenviken även nejonögon. Ål fångades i stora mängder vid Östersjökusten, men åts i mindre utsträckning på västkusten. Här fångades istället en mängd andra fiskarter. Havskatt ansågs här vara en stor läckerhet, liksom näbbgäddan och makrillen, medan de i andra trakter sågs som oätliga.
Under 1500-talet började karpen odlas kommersiellt och exporteras, framförallt till Tyskland – handeln pågick fram till 1900-talet. 1914 odlades 28 ton karp varav 18 ton exporterades, huvudsakligen till Tyskland. 1905 exporterades 30 700 ton sill, 2 400 ton annan färsk fisk, 5 500 ton saltad fisk (främst sill och strömming), 323 ton sej och annan torkad fisk, och 2 700 ton kräftor Fisken konserverades på många olika sätt, bland annat genom saltning (salt blev därför en viktig handelsvara i början av den skandinaviska medeltiden, kring början av 1000-talet), syrning och gravning, där fisken saltades i sitt eget blodsvatten och grävdes ner i marken i ett träkar. En stor del av maten torkades. Under 2000-talet används metoden nästan bara till julen i form av lutfisk. Innan kylskåp och andra förvaringsmöjligheter fanns åt man bara färsk fisk i de områden där fisken var åtkomlig. Annars användes saltad eller torkad fisk. Exempel på vanliga svenska fiskrätter är löjrom, stekt strömming eller lutfisk. Nuförtiden uppskattas lax och andra ädelfiskar mest, både som färsk, rökt och gravad. Gädda som förr i tiden var en viktig matfisk förekommer sällan numera i det svenska köket. Sill och strömming är viktiga delar av det traditionella smörgåsbordet, framför allt i olika inläggningar. Att äta kräftor är en populär tradition på sensommaren och hösten (se kräftskiva).

#### Ägg
Traditionellt användes ägg huvudsakligen under våren och sommaren eftersom hönsen inte värpte så bra på hösten och vintern. Festrecept som äggakaka och spettekaka innehöll båda många ägg, liksom bakverket gorån. Ägg från vilda fåglar förekom också, fast inte i lika stor utsträckning. Ännu är ägg en viktig del i den svenska maten, med ungefär 200 ätna ägg (10 kg) per person och år. I Sverige är det en gammal tradition att äta ägg till påsk. Traditionen kommer från tiden när Sverige var katolskt, då man 40 dagar innan påsken under fastan inte fick äta kött eller ägg. När fastan var över firade man med att äta ägg. Svenska folket äter ungefär sex miljoner ägg i timmen under påskafton (läst 2009). Ägg är en av de billigaste råvarorna, näringsrika och lätta att tillaga. Ägg ingår i många av hushållens rätter, som pannkakor och plättar.

### Vegetariska produkter

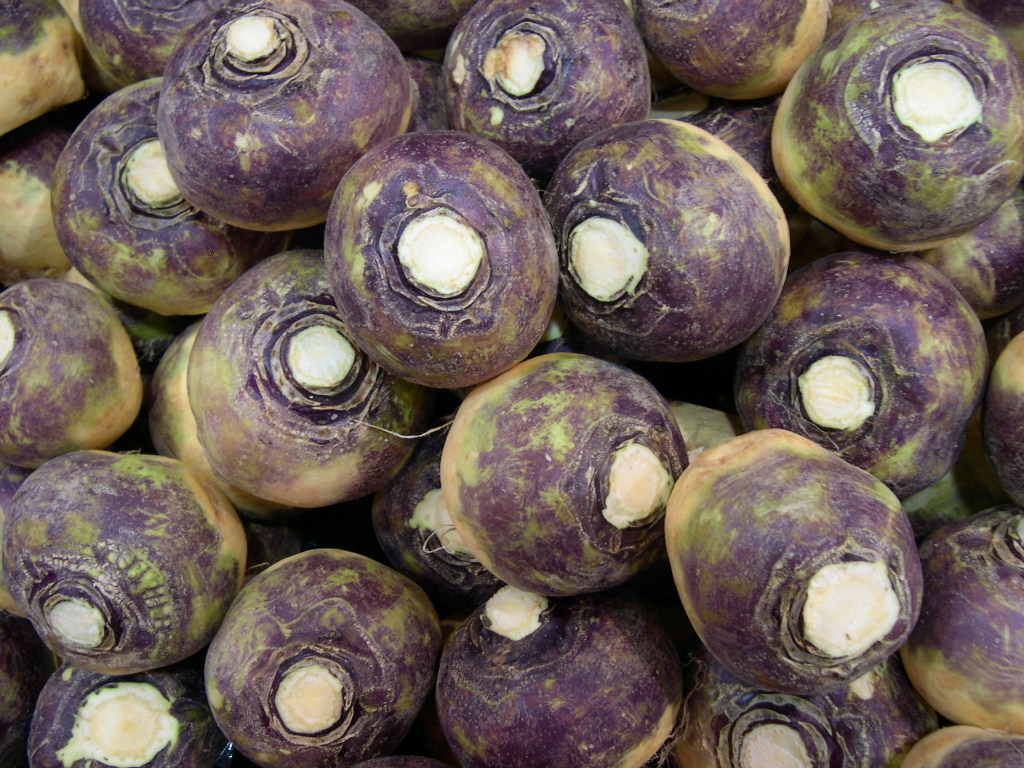
Kålrot, en typiskt svensk grönsak som i vissa engelskspråkiga länder kallas swede, vilket kommer av Swedish turnip (svensk rova).

Sveriges historiskt sett långa vintrar är förklaring till varför det är ont om färska grönsaker i många traditionella rätter. Istället användes grönsaker och rotfrukter som höll länge eller som kunde torkas alternativt läggas in i salt- och ättikslag. Grödor som kunde livnära befolkningen under långa vintrar blev tidiga grundstenar i kosten. Kål och lök anses vara de äldsta grönsakerna som odlats i landet, och ärter och bondbönor har odlats sedan forntiden. Man har gjort mjöl på ärter när det inte funnits mycket säd. Lingonsylt och kål bevarad som surkål var viktiga C-vitamin-källor under vintern. Lingonsylten, som fortfarande är populär, gav också lite fräschör åt den annars ganska mastiga maten. Skogsbär användes mycket i maten, speciellt lingonen som använts både till potatis, gröt och pannkaka. På lingonen gjordes ofta lingonsylt, ofta utan socker. På gårdarna odlades ofta äpplen. Krusbär och vinbär har länge utgjort en stor del av det svenska köket.
Olika rotfrukter som den inhemska kålroten (på engelska kallad swede, "svensk"), började gradvis ersättas av potatis under 1700-talet efter att Jonas Alströmer börjat odla potatis i större skala i Sverige. Potatisen tros ha varit en viktig del för att klara av svälten och missväxten som härjade i Sverige under 1800-talet. Intresset var emellertid relativt svagt för rotfrukten tills man kom på att man kunde göra brännvin på det.
Kryddningen av mat har traditionellt varit sparsmakad på grund av bristande tillgång, även om ett antal inhemska örter och växter har använts sedan forntiden, och smaken var därför fram till influenserna från det franska köket under 1600- och 1700-talen, och både före och efter influenser från tysk mattradition, ganska enkel. Det fanns länge ett motstånd mot råa grönsaker och frukter, och i Cajsa Wargs Hjelpreda I Hushållningen För Unga Fruentimber finns inte ett enda recept där grönsaken inte skall tillredas. Ännu lever ett visst motstånd mot råa grönsaker kvar, även om det successivt försvinner. Svampar har inte heller varit speciellt populära även om det under svält och missväxt försökts propagera för deras ätlighet. Svenska folket åt hellre bark och lavar än svamp under nödåren, även om man med ansträngningar under 1800-talet fick en del av befolkning att ändra sin avoga inställning till svamp. Svamp kan ätas både stekt som tillbehör till till exempel vilt, i grytor eller på smörgås. Några vanliga svampar är kantarell, trattkantarell och karljohanssvamp.

#### Mjölprodukter
På grund av förvaringssvårigheter har mjöl varit ett populärt substitut till färska köttprodukter. I olika delar av Sverige har man på grund av olika odlade spannmål använt sig av olika mjölsorter. Under fattiga perioder har bark malts till mjöl och använts i bland annat bröd. Rågmjölet och kornmjölet var de vanligaste sädesslagen. Den havre man odlade användes främst till kraftfoder åt hästarna, men i Västsverige har det även använts till mjöl. Vetemjöl var länge ovanligt och användes främst till festbröd. De äldre sädessorterna tålde också kyla dåligt. Först i slutet av 1800-talet började veteodlingen att spridas från sydvästra Skåne norrut. Då hade import redan hunnit skapa efterfrågan på vetemjöl.

##### Mjölmat

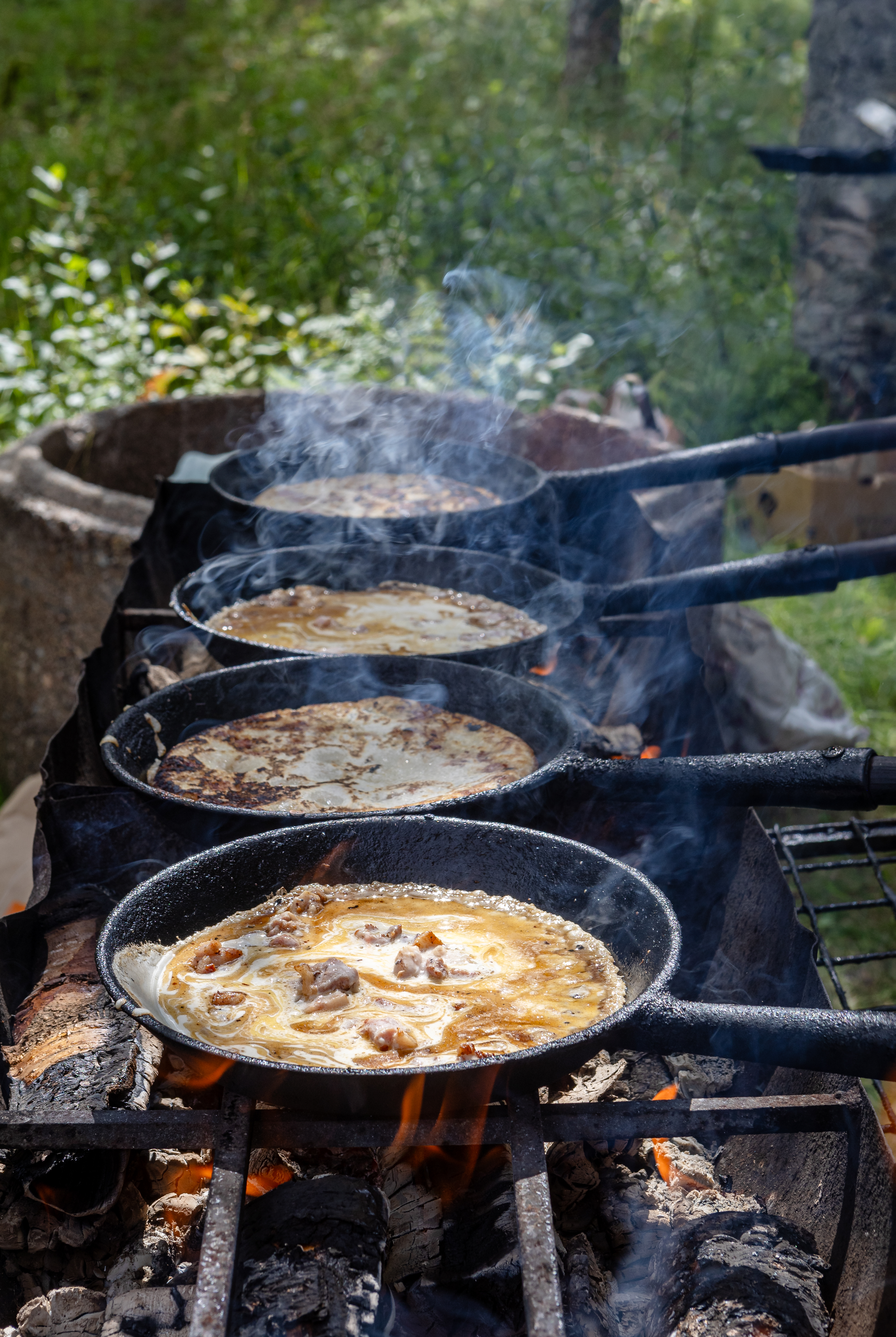
Kolbulle tillagad över öppen eld.

Sverige har gamla traditioner av mjölmat. När männen i familjerna arbetade som hårdast hade de ofta mjölbaserad mat med sig till jobbet, som pannkakor och palt. Ett populärt mjöl som ofta användes var kornmjöl, ett mjöl som har använts sedan forntida Sverige. På grund av kornmjölets speciella smak har det använts i bland annat pannkakor, bröd och palt. Palt är en traditionell svensk husmanskost som görs på potatis och mjöl. Dessa fylls ofta med fläsk. Palten blandades ofta med blod av nöt eller renkött, så som blodpalt (främst i Norrland) vid julen när man hade slaktat djur. När grisar slaktades gjorde man ofta även palt med grisens lever, varigenom man fick leverpalt. Blodpaltens motsvarighet i de södra delarna av Sverige är bland andra blodpuddingen, som görs på blod och rågmjöl med flera ingredienser. Man kan späda ut blodpuddingssmeten med vatten, och steka i plättlagg, vilket resulterar i blodplättar.

##### Bröd

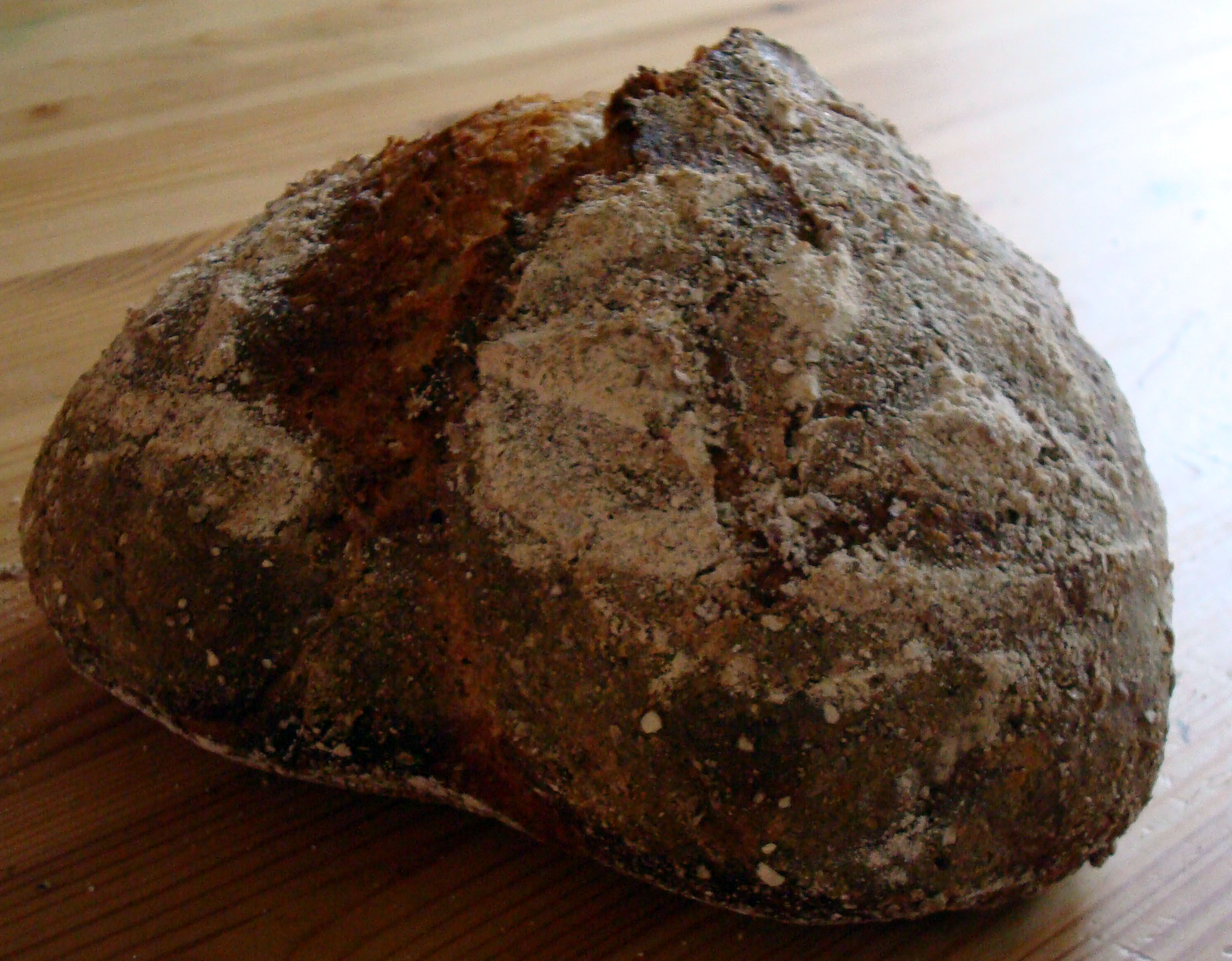
Svenskt surdegsbröd gjort på surdeg och rågmjöl.

Brödet har som i många andra länder varit basen i födan, och fungerat som metonym för mat. Brödet har sett mycket olika ut i olika delar av Sverige. I Norrland har kornmjölsbröd dominerat, medan rågmjölsbröd användes i Svealand och Götaland. Vetemjöl användes tidigare endast till festbröd och "vetebröd" används fortfarande dialektalt som benämning på kaffebröd. I Västra Sverige, främst Bohuslän, Dalsland och Värmland har bröd även bakats på havremjöl.
Södra Sverige, omfattande Skåne, södra Halland, södra Småland, Öland och Gotland omfattas av området för det färska mjukbrödet, eller limpområdet. Området fortsätter in i grannländerna och omfattar Nordtyskland, Danmark, samt på andra sidan Östersjön i Baltikum och Finland. Limpbrödets hållbarhet kunde utökas genom att dubbelgräddas så att inkråmet blev torrare och brödet segare. Detta bröd kallas kavring. Kavringbrödens område omfattar de gammeldanska landskapen, Bohuslän och Öland.
Norr om limpbrödet sträcker sig ett diagonalt bälte över Sverige med jästa bröd bakade på råg i form av hålkakor. I den södra delen, i Götalandskapen är bröden mjuka, och i det norra området i Svealand är bröden hårda, det som blev upphov till dagens knäckebröd.
I Norrland var tunnbrödet det vanligaste brödet eftersom korn var det enda sädesslag som klarade av att växa där. På gränsen mellan det jästa hårdbrödsområdet och tunnbrödsområdet förekom jäst hårdbröd som bakades utan hål, och sedan veks. Korn- och havremjöl innehåller inte gluten vilket är en förutsättning för jäsning av mjölet.
I andra delar var det emellertid ont om bröd, och man åt då istället torkad fisk med flott på. Brödet skulle räcka länge, och man visade på hög status om man bara bakade två gånger per år, till jul och midsommar. Ju oftare man bakade, desto fattigare var man. Surdegsbröd, knäckebröd (vars runda hål kommer från tiden då man hängde bröden på tork i taket) och råglimpor var alla vanliga bröd, innan brödet i stort kom att ersättas av potatisen. Knäckebröd var populärt på grund av dess långa hållbarhet. Det bröd som blev över användes ofta under midsommaren för att strö ut på åkrarna under våren, för att få en god skörd. Ett år av missväxt ledde till stor svält. Barkbrödet användes över i stort sett hela Sverige under 1700- och 1800-talet, och förmodligen ännu längre bak i tiden. Efter missväxtåren 1867–1869 slutades barkbrödet successivt att bakas.
Det var viktigt att använda allt som man kunde ta vara på. Det fanns olika sätt på vilka man skulle lyckas få barn och andra att äta vissa saker, bland annat genom talesätt. Det sades att man skulle bli stark av mögligt bröd och att flickor skulle få finare hy av att äta bränt bröd.
Jästen som användes var huvudsakligen vildjäst. Det vanligaste var att delar av degspadet från föregående jäsning sparades i en jästkubbe eller jästkrans som sedan förvarades på ett svalt och torrt ställe. Ibland torkades i ställen jästen och sparades i kakor eller krossat till mjöl. Samma jästkultur användes vanligen till ölbryggning som till brödbak.
Det säljs numera mycket industriellt tillverkat bröd i Sverige. Hembakningen av bröd ökar emellertid igen och gamla traditioner och seder återuppväcks, dels på grund av det stora utbud av olika mjölsorter och blandningar och dels på grund av hushållsapparater som hushållsassistenter. Butiksbakat bröd i livsmedelsaffärer har på senare år ökat stort. Detta bröd är i varierande grad hantverksmässigt bakat, ibland från grunden och ibland gräddat så kallat "bake-off bröd" som är halvfabrikat som färdigställs i butiken.
"6–8 skivor bröd om dagen" var ett budskap som branschorganisationen Brödinstitutet lanserade i en reklamkampanj 1976, med utgång från Socialstyrelsens befintliga kostråd för en bättre folkhälsa. Många blev upprörda eftersom det uppfattades som att en myndighet försökte styra den enskildes vardag och beslut. En utvärdering från Livsmedelsverket 2013 visade att 6–8 skivor bröd om dagen var det kostråd som flest tillfrågade förknippade med en myndighet.

#### Inläggningar
Man har länge gjort olika inläggningar för att ta vara på råvaror som grönsaker, frukt och bär. Speciellt viktigt var det i självhushållet för att ta vara på de producerade råvarorna. Vanliga inläggningar var sådana med socker, salt eller syra. Det är inte längre nödvändigt att lägga in råvaror, även om många gör det för traditionens skull, och för att själva kunna reglera socker- och konserveringsmedelsmängd.

### Mejeriprodukter och gröt
Forskning om förtäring av mjölk under neolitikum visar att invånare av jägare-samlarekulturen i Skandinavien, däribland Sverige, hade en hög grad av laktosintolerans, varför det tas för sannolikt att dagens svenskar inte är ättlingar till jägare-samlarna utan att dessa utkonkurrerats av jordbrukare, eller möjligtvis, men mindre troligt, är uråldrigt besläktade, men att fördelarna med mjölkdrickande var så stora att de blockerande generna försvann.
Mjölk dracks dock sällan färsk även efter det, förutom av sjuka människor eller barn. Istället hällde man upp mjölken på fat varpå man skummade av grädden, för att kunna kärna det till smör. Den mjölk som blev över dracks eller användes som grötväta. Det kärnade smöret såldes eller betalades som skatt. Gröt och välling användes både till vardag och fest och åts ur ett gemensamt fat, serverat med en skål med grötväta, bestående av bland annat svagdricka, sirapssmaksatt vatten eller sur mjölk. Alla skulle äta på sin sida av fatet. Uttrycket att hålla sig på sin kant kommer därifrån. Uttrycket att komma upp i smöret kommer från samma måltid, då det ibland i mitten av gröten fanns en smörhåla, dit det gällde att äta sig. Den som först kom dit kom upp i smöret. Det fanns olika sorters gröt till olika tillfällen, till exempel barnsängsgröt, bröllopsgröt och flyttgröt. Festgröten var vitgröt och kokades på mjölk eller grädde. Vardagsgröten kokades på vatten. Gröt och välling var både mättande, lättlagat och billigt.

### Soppor
Olika sorters soppor var vanliga, även om soppan förlorat en del av sin popularitet. Soppor finns i många olika former, som långkok eller en snabb uppkokning av buljong och grönsaker, som vardagsmat eller som festmat.
Bland olika populära soppor kan ärtsoppa, nässelsoppa, köttsoppa och svampsoppa nämnas. De innehåller ofta eller alltid buljong och de tidiga sopporna kunde enbart innehålla buljong på grönsaker, baljväxter och rotfrukter. Soppkulturen har nästan försvunnit i hemmen, men inom exempelvis restaurangbranschen, skola och förskola finns den kvar. Grönsakssoppa är också en av de vanligaste vegetariska maträtterna i Sverige (2022).
En äldre sopptradition som fortfarande förekommer är att äta ärtsoppa på torsdagar. Torsdagssoppan har sin grund i det katolska Sverige på medeltiden, där man fastade på fredagen. Det gällde då att äta ordentligt på torsdagen, och ärter var ett bra komplement. Ärter har konsumerats i Sverige sedan vikingatiden och ärtsoppa finns belagt från 1200-talet. Traditionen levde kvar efter Gustav Vasas avskaffande av katolicismen.
Ärtsoppa bestående av gula ärtor, lite lök och för det mesta fläskbitar i soppan. Den svenska ärtsoppan brukar inte innehålla rotfrukter, till skillnad från ärtsoppa i många andra länder. I det svenska köket serveras den ofta med lite senap, knäckebröd och från 1800-talet ibland punsch. Det är även traditionell föda inom svenska armén.

## Husmanskost

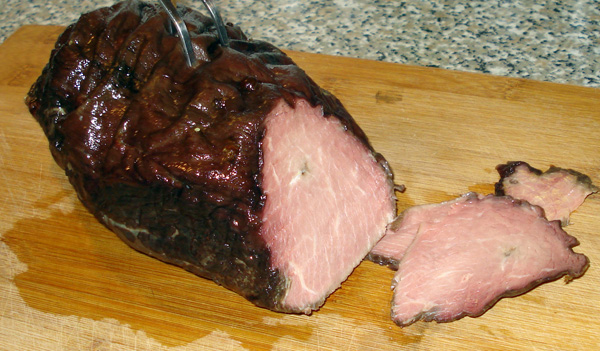
Tjälknöl, typiskt långkok på älgkött.

Ordet husmanskost kommer efter husman, ägare till ett litet hus utan tillhörande jord. Begreppet var ursprungligen en sammanfattande benämning på enkel och billig mat som åts på landet, och härrör från att man skiljde på priser till herrskap och tjänstefolk vid gästgivargårdarna. Numera betecknar svensk husmanskost vanligen traditionell svensk mat som har lågt inköpspris, med stort mättnadsvärde, eller med andra ord klassisk vardagsmat. Den svenska husmanskostens råvaror är inhemskt svenska – fläsk i alla former, fisk, grova spannmålsvaror samt potatis och rotfrukter. Tids- och omsorgskrävande matlagningsmetoder som redningar och långkok är vanliga. Kryddor används i begränsad mängd. Företeelsen husmanskost och rätter som kan likna de svenska förekommer även i andra skandinaviska och nordeuropeiska länder.
Husmanskosten har under senare tid genomgått en viss renässans sedan kända kockar som Tore Wretman presenterat moderniserade varianter av klassiska svenska rätter. I Wretmans "Nouvel husman" har man ofta minskat på användandet av fett (som behövdes mer förr på grund av att kroppsarbete förekom i större utsträckning), infört vissa nya råvaror och ändrat vissa tillagningsmetoder för att snabba upp tillagningen och på ett bättre sätt ta vara på råvarornas näringsämnen och smak. Motsvarande utveckling finns också i andra länder.
Förenklat och generaliserat består mat i svensk teori av stekt kött, kokt potatis och brun sås.

### Rätter

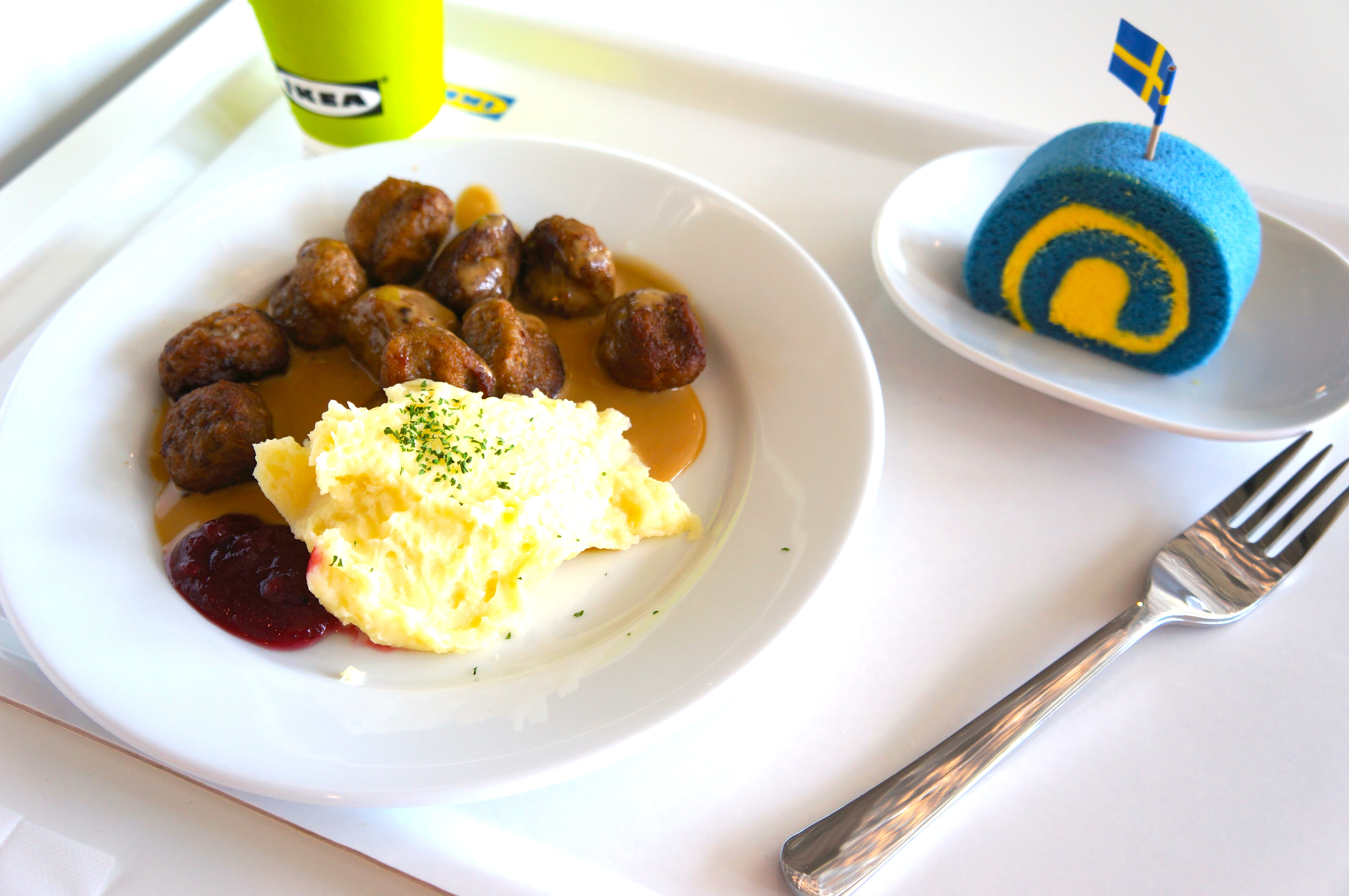
Köttbullar med potatismos, brunsås och lingonsylt serverat på ett Ikea-varuhus i Japan. Den blågula tårtan är en rulltårta.

Den internationellt mest kända rätten i det svenska köket är köttbullar. En typisk svensk maträtt är falukorv, liksom filmjölk och knäckebröd. Potatis är sedan den infördes och ersatte andra rotfrukter den viktigaste kompletterande ingrediensen till de flesta, framförallt traditionella, rätterna. Andra komplement som ris, makaroner och spaghetti har kommit att bli vanliga först under efterkrigstiden. Det förekommer flera sorters potatis, och särskilt kring midsommar är färskpotatisen vanlig och den kommer tidigt på sommaren. Medan annan potatis, som är lagrad, äts under resten av året.
En populär matsvamp i svenska köket är kantarell. Kantarellen kan serveras till kött, eller bara stekt, kanske tillsammans med en sås och lite lök, och serverad på en smörgås. En annan vanligt svamp är stensopp, karljohanssvamp som den också kallas, döpt efter den svenske kungen Karl XIV Johan som introducerade användningen av den som matvara.

## Snabbmat
Under andra halvan av 1900-talet fick det svenska köket många utländska tillskott av så kallad snabbmat. Således har pizza varit en väsentlig del av svensk matkultur sedan omkring 1960-talet. Två pizzavarianter från det svenska köket är kebabpizza och vulkanpizza.
Även hamburgaren har influerat snabbmaten med svenska hamburgerkedjor som Max och Frasses. Sedan 1980-talet har kebabkött blivit vanligt förekommande i olika former, som kebab i (pita-)bröd, kebabrulle i pizza- eller tunnbröd, kebabtallrik, som pizzapålägg och särskilt i Sveriges skolor även kebab(skavs-)gryta.

## Måltider
Minst tre måltider om dagen rekommenderas för att kroppen ska må bra: frukost (i vissa trakter kallat morgonmål), lunch (i vissa trakter kallat middag) och middag (i vissa trakter kallat kvällsmat eller kvällsmål). Utöver det ett eller två mellanmål efter behov. Vanligt är att äta frukost på morgonen, följt av lunch vid tolv-tiden och en middag på den sena eftermiddagen eller tidiga kvällen. Det är också vanligt att äta mellanmål. I svenska grundskolor serveras minst ett varmt mål mat om dagen till lunch, som en del av den svenska välfärdsstaten. I takt med att fritidsverksamhet flyttat till skollokaler kan även frukost och mellanmål serveras där. Många svenskar dricker kaffe, på förmiddagen, efter lunch och/eller ibland även på eftermiddagen som en del av en fika. Som alternativ kan te eller varm choklad erbjudas.

### Frukost

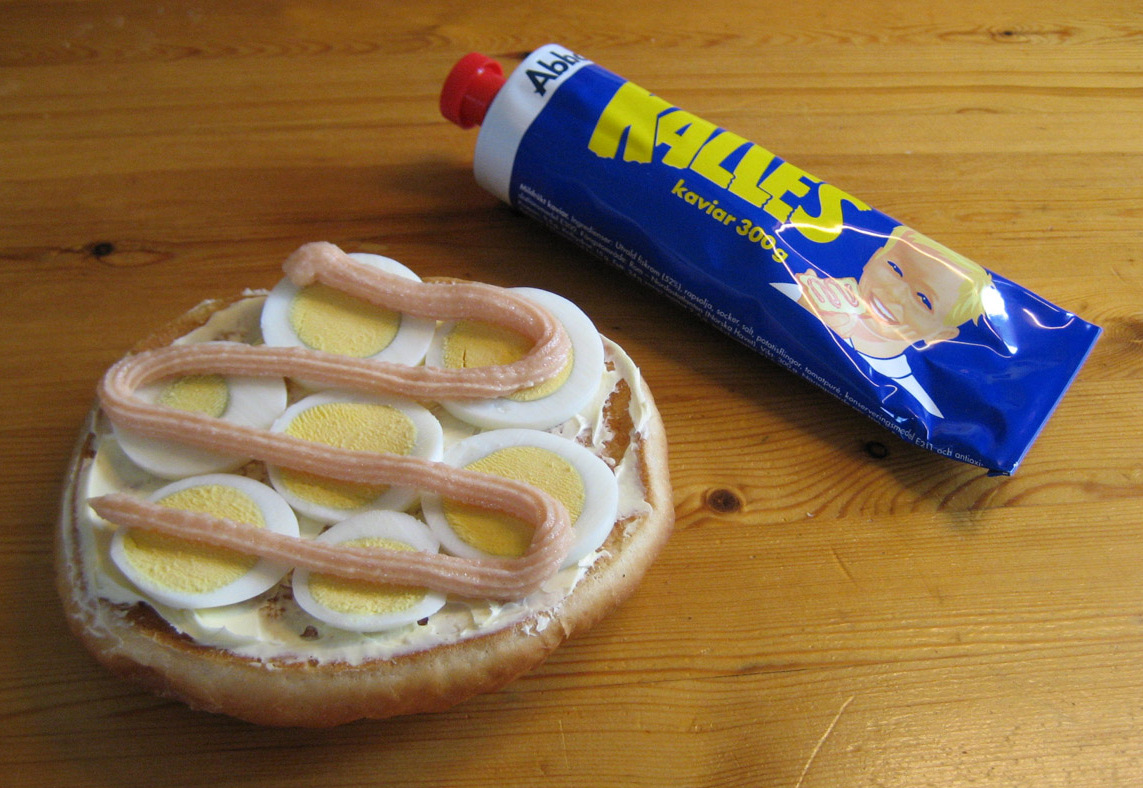
Smörgås med ägg och smörgåskaviar.

Ordet frukost har använts sedan yngre fornsvensk tid, då det hette frokoster. Ordet är ett lån från lågtyskans vrokost (tidig kost). Det användes emellertid inte som benämning på det man åt på morgonen, utan det man åt efter ett första arbetspass, det vill säga runt lunchtid. I takt med att arbetstiderna förändrades flyttades frukosten tidigare på dagen. Fram till 1800-talets slut användes frukost som benämning på lunch. En svensk frukost består vanligen av smörgåsar, ibland knäckebröd. Brödet kan vara av typen sirapslimpa, vitt bröd, småfranska, rostat bröd eller fullkornsbröd. Smörgåsen är ofta smörad och har smörgåspålägg som ost, kallskuret som korv, medwurst (prickig korv) eller skinka. Även leverpastej med smörgåsgurka eller saltgurka, smörgåskaviar, messmör, mjukost (säljs även i tub) och grönsaker som tomater och gurka är vanliga. Ibland används sötare pålägg som marmelad. Smörgåsen intas ofta tillsammans med en kopp te eller kaffe. Många traditionella frukostar innehåller filmjölk som serveras i en djup tallrik som den är, eller med komplement som frukostflingor, müsli eller frukt, socker och/eller sylt. Vanligt är även frukostgröt av havregryn eller mannagryn som serveras med mjölk, sylt, äppelmos eller malen kanel. Vanliga frukostdrycker är mjölk, juice, te och kaffe. Även kokt ägg med salt eller smörgåskaviar kan förekomma.

### Lunch
Lunch är i Sverige den måltid som förtärs mitt på dagen. Ordet har använts sedan 1850-talet då de lånades in från engelskan. Innan dess användes middag som benämning på måltiden mitt på dagen, vilket fortfarande används i delar av landet. När man övergick från att äta den största måltiden på dagen till senare på kvällen flyttades ordet middag med, och har blivit en benämning på den större måltiden som serveras senare på dagen eller kvällen. Ännu tidigare användes frukost som benämning på lunchen. På senare tid har många lunchrestauranger slagits upp med olika erbjudanden. Vissa har bara öppet under lunchtiden och stänger därefter.

### Middag, supé eller kvällsmat
Middag kallas vanligtvis den måltid som äts på den sena eftermiddagen eller tidiga kvällen. Ursprungligen syftade uttrycket på den största måltiden på dagen som åts vid mitt på dagen. När man på grund av industrialiseringen kom att äta dagens största mål på kvällen, flyttade uttrycket med. Om man äter en enklare måltid på kvällen kallas den ofta för kvällsmat. En sen middag kallas ofta supé. Serveras den framåt natten kan den kallas vickning. I Sverige äts middag vanligen mellan klockan 17 och 19 (uppgift från 2010–2011), vilket är tidigare än i länder kring Medelhavet, men middagen kan ätas såväl tidigare som senare.

### Efterrätt
Efterrätt är en maträtt som förtärs efter huvudrätten och ger denna en passande avrundning. Efterrätten minskar även sötsuget. Klassiska svenska efterrätter innehåller ofta frukt och bär, exempelvis blåbär, lingon och äpplen.

### Mellanmål och fika
Mellanmål äts ofta mellan några av de tre huvudmålen frukost, lunch och middag och är relativt enkelt. Det rör sig oftast inte om en lagad varm måltid, utan kanske snarare en frukt, lite yoghurt eller en smörgås. Mellanmålet hjälper till att hålla blodsockret på en jämn nivå.
Fika är ett verb och en social institution som är typiskt svensk. Uttrycket innebär att man tar en kopp kaffe, eller alternativ dryck, ibland tillsammans med någon form av bakverk eller annat tilltugg. Typiskt för fika är att man sitter ner i lugn och ro tillsammans med andra. Det har bidragit till att Sverige är ett av de mest kaffedrickande länderna i världen. I stort sett hela svenska befolkningen tar fikor med jämna mellanrum, på kafé, arbetsplatsen eller i hemmet. Många svenskar anser att fikan är en viktig del i det sociala umgänget.

## Drycker

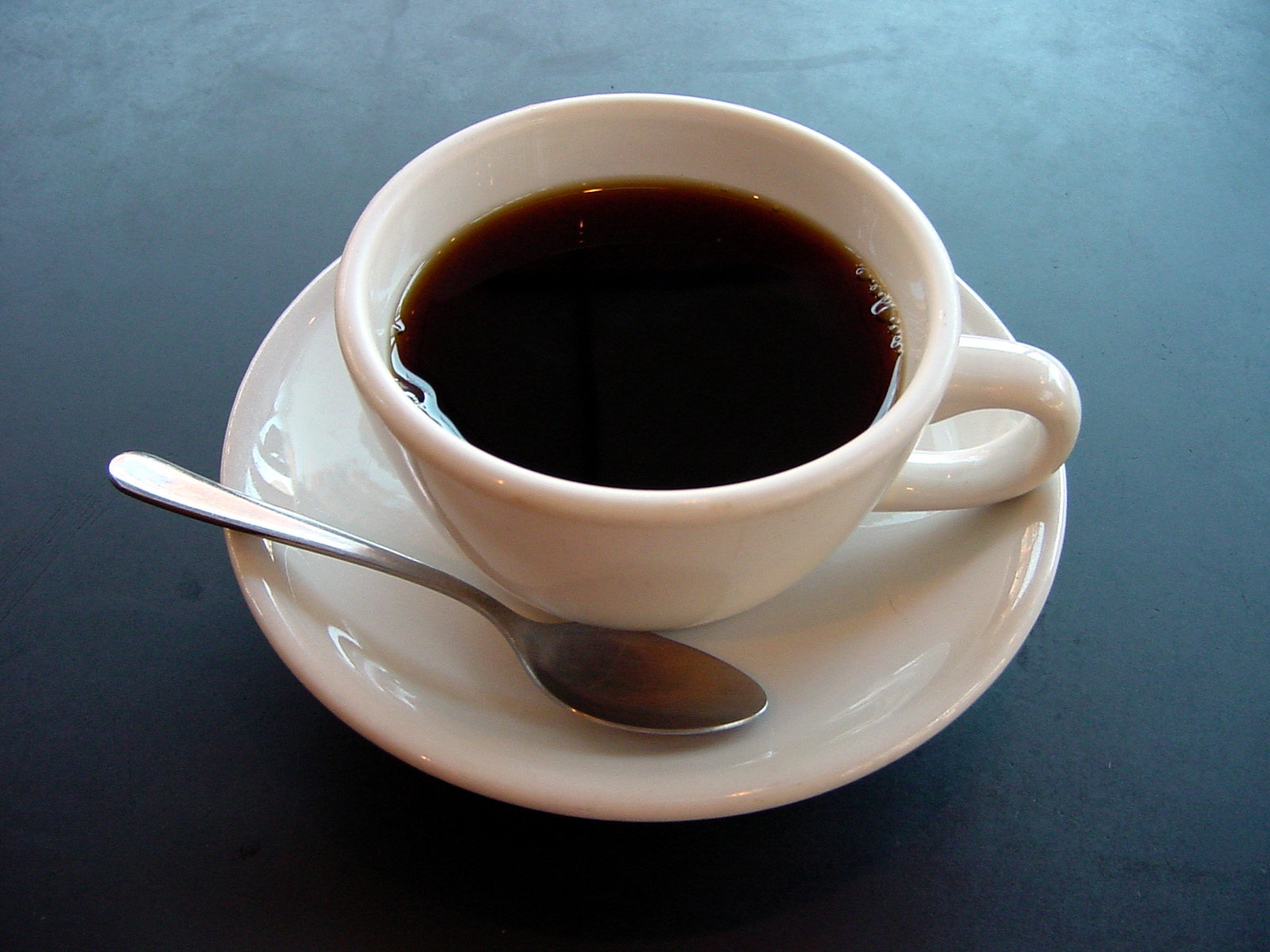
En kopp svart kaffe.

### Kaffe
Ordet är möjligtvis en gammal förvrängning av det dialektala kaffi för kaffe, där bokstäverna har kastats om i så kallad backslang.
Kaffet kom till Sverige mellan 1674 och 1685, då det på Göteborgstullens papper står att någon tog in ett halvt kilo kaffe. Två år senare var kaffe en medicin i apotekens utbud, varefter populariteten successivt steg. 1728 fanns det åtminstone ett femtontal kaffeserverande caféer i Stockholm. Det var dock inte helt uppskattat av myndigheterna. Det fanns tidigt regleringar på kaffehusens öppettider, och under tre perioder var kaffet förbjudet i Sverige. Under andra världskriget kunde man inte få tag på kaffe, innan Sverige lyckades få fram ett specialtillstånd för att införa vissa speciella varor till landet. Den första varan som importerades var kaffe.
Vuxna personer i Sverige dricker i genomsnitt 1 200 koppar kaffe per år eller 11 kg, det är cirka fyra koppar per dag. På så sätt har Sverige en av de största kaffeförbrukningarna i jämförelse med invånarantalet som överträffas bara av Finland med 12,8 kg per år. En eller flera fikapauser tillhör de flesta svenskars dagsvanor. En eller flera koppar kaffe ingår vanligtvis som efterrätt vid en måltid på en restaurang. Vid mitten av 1800-talet blev det aktuellt att servera små kakor till kafferepen. Snart uppkom ett slags tävling mellan värdinnor att bjuda på många bakverk. En oskriven etikett föreskrev åtminstone sju sorters kakor.
På många kaféer så finns begreppet påtår, som innebär att man får påfyllning av kaffet. Begreppet har funnits med säkerhet sedan 1843 och kommer från ordet kaffetår, där tår betyder en skvätt av någon vätska.
Bland kända svenska kaffemärken i Sverige återfinns Gevalia, Zoégas, Löfbergs och Classic kaffe. Kaffet importeras huvudsakligen, med 2 miljoner ton, från Brasilien, följt av Vietnam med ungefär 1 miljon ton.

### Öl
Olika typer av öl dricks ofta som måltidsdryck i Sverige och vanligast är, som i många andra länder, öl av typen ljus lageröl. Ölets alkoholhalt kan variera, det säljs i huvudsak lättöl, folköl och starköl. Vanliga märken är Pripps, framförallt Pripps Blå, Norrlands Guld, Spendrups och Falcon. Mjöd utgjorde historiskt en dyrare festdryck under vikinga- och medeltid, medan ölen dracks oftare av allmogen. Eftersom vattnet ofta var förorenat drack man under medeltiden hellre olika sorters alkoholhaltiga drycker, och eftersom man inte kunde odla vin i dessa nordliga trakter var ölen den viktigaste drycken, vid sidan av vattnet.

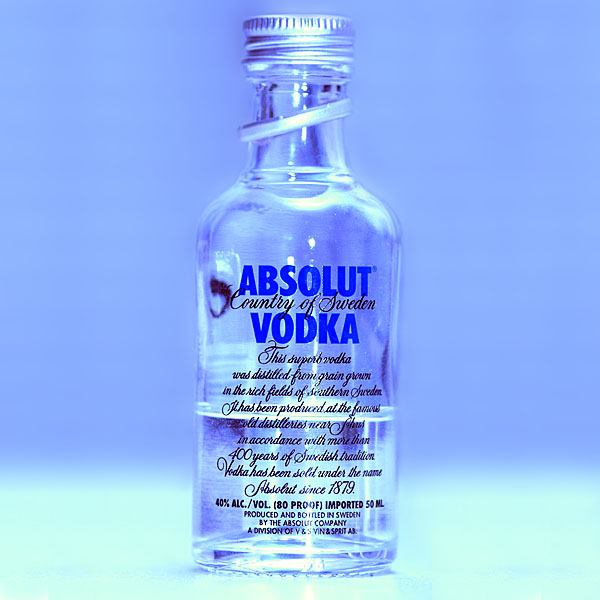
Absolut Vodka är ett svenskt vodkamärke.

### Svensk snaps och punsch
Svensk snaps dricks till maten vid flera av de typiska festmatborden. Absolut Vodka, Renat Brännvin såväl som andra spritmärken är starkspritdrycker, tillverkat av potatis eller vete, som säljs okryddat, vanligen med en alkoholhalt runt 40%. I Sverige tillverkas och säljs även en lång rad med kryddade snapssorter, med smaker av exempelvis anis, johannesört, pomerans, koriander, fläder, dill eller bäsk som kryddas av malört. Snapsen avnjuts typiskt iskall, men om man vill att kryddsmaken bäst ska komma till sin rätt, kan den även drickas rumstempererad. Punschen, som är en mycket svensk företeelse, kan drickas varm eller kall. Den dricks av tradition gärna till ärtsoppa. Drycken blev i mitten av 1800-talet borgerlighetens och framför allt studenternas favoritdryck. Vid samma tid började studentnationerna i Lund och Uppsala visa sitt intresse för bondekultur, varför punschen kombinerades med ärtsoppa. Från studentkretsarna har därefter seden spritt sig att dricka punsch – gärna värmd – tillsammans med den bondska ärtsoppan.

### Andra alkoholfria drycker
Vid sidan av mjölk, läskedrycker och juice, uppkom med start från mitten av 1800-talet en rad nya alkoholfria drycker i samband med den svenska nykterhetsrörelsen. Som alternativ för mousserande vin utvecklades Pommac och Champis under början av 1900-talet. Två läskedrycker som båda av de flesta svenskarna sällan köps, men likväl är väldigt omtyckta. På grund av att de sällan köps, tänkte Carlsberg lägga ner Pommac under 2004, men folkprotesterna var så omfattande att man beslöt att återuppta tillverkningen igen. Svagdricka, som båda först skapades som alkoholfria alternativ till öl, uppkom ungefär vid samma tid. En alkoholfri svensk dryck som konsumeras i stora mängder, främst vid högtider, är Julmust (vid Påsk kallad Påskmust, eller allmänt bara benämnt som Must) och togs fram i början på 1900-talet som ett alkoholfritt alternativ till öl.

## Festmat

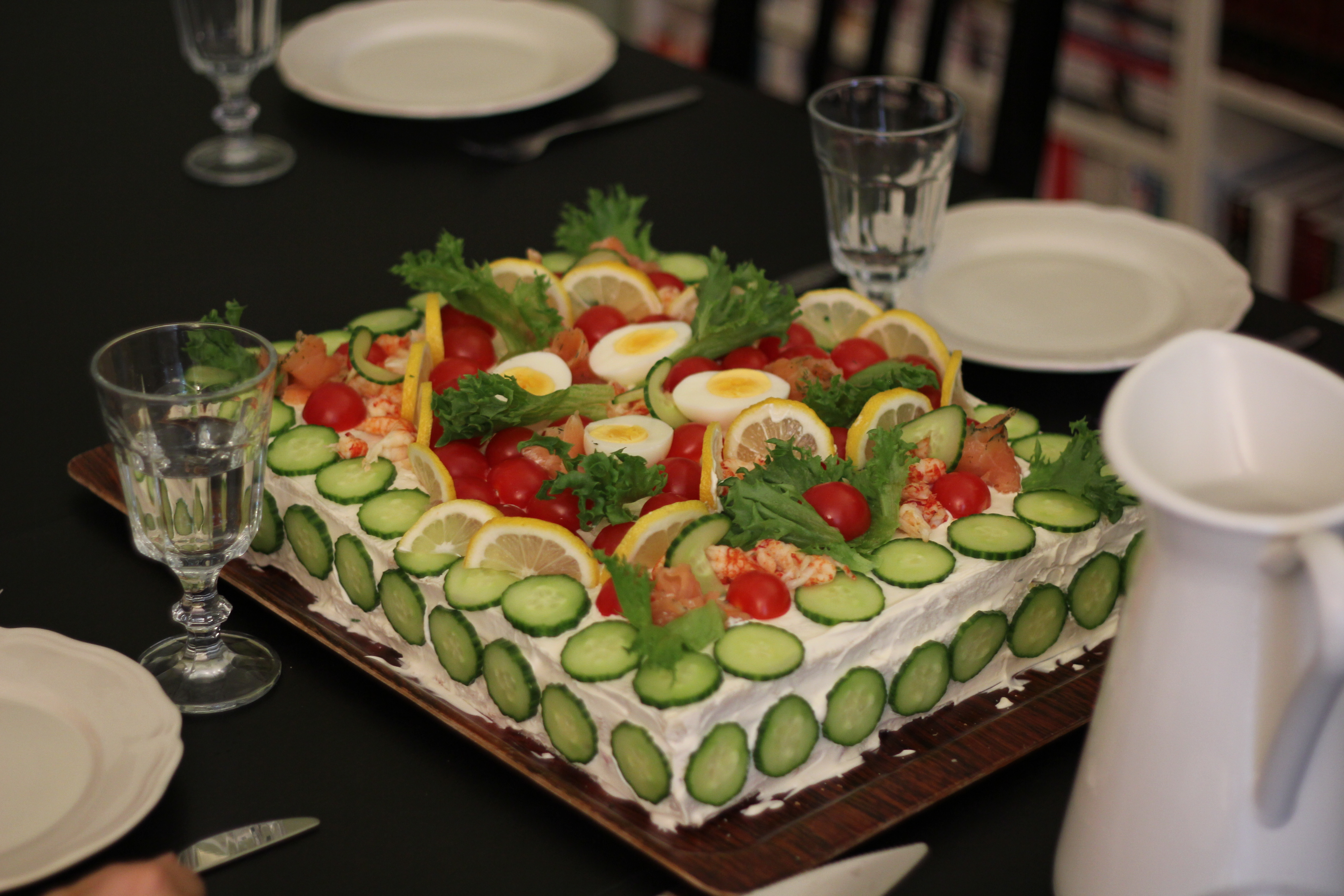
En smörgåstårta med grönsaker.

Typiskt svenska maträtter äts traditionellt vid vissa högtider och andra festtillfällen.

### Smörgåsbord
Smörgåsbord är en traditionell svensk buffé som utvecklats ur borgerskapets brännvinsbord, som var populärt från 1500-talet tills smörgåsbordet slog igenom på 1800-talets mitt. Brännvinsbordet intogs i burgnare samhällsklasser, inte hos bondeallmogen. Smörgåsbord består av varma och kalla rätter som dukas upp och matgästerna går själva runt och förser sig med de rätter de önskar. Bröd och smör finns alltid med liksom olika sillinläggningar. Ofta förekommer omeletter, gratänger, korvar, köttbullar, aladåber och puddingar bland varmrätterna. Kallskuret kött, rökt lax, ål och makrill samt patéer förekommer ofta. Till smörgåsbordet dricks i regel öl och snaps.

### Högtidsmat

#### Jul
På ett typiskt svenskt julbord dominerar rätter baserade på fläskkött, såsom julskinka, julkorv (ibland i form av grynkorv), sylta, köttbullar, stekt prinskorv och dopp i grytan (man doppar vörtbrödsskivor i spad, som tagits till vara vid kokningen av alla de rätter som ingår i julbordet). I framför allt Västsverige äts också bruna bönor på julbordet. Därtill är olika fiskrätter vanliga, inte minst inlagd sill men också strömming, ål, lax samt lutfisk, till vilken vit sås inte är ovanlig. I östra Sverige, främst i Roslagen äter man ofta gädda i stället för lutfisk, s.k. julgädda. Diverse efterrätter serveras även på ett julbord, där Ris à la Malta eller risgrynsgröt hör till de vanligare. Efter julbordet brukar det serveras nötter, dadlar, fikon och konfekt. En annan speciell tradition är att äta hare (julhare)på juldagen. Till julmaten dricks vanligen ett speciellt mörkt öl, julöl och snaps. Som alkoholfritt alternativ dricks julmust. En annan typisk svensk dryck vid jul är glögg, ett kryddat vin som dricks varmt.
Efter julbordet bjuds ofta olika sorter av julgodis ut, bland andra knäck, polkagrisar, ischoklad och marsipan samt olika slags praliner och tryfflar. Pepparkakor, ofta även i form av pepparkakshus, anses av många höra julen till, likaså lussebullar.

#### Påsk
Påskmaten varierar i olika regioner och landskap i Sverige men centralt är påskäggen. Lamm, lax, och fiskrätter är också viktiga, och motsvarande julskinka förekommer påskskinka, och påskmusten ersätter julmusten. Rätter från det klassiska smörgåsbordet (sill, knäckebröd, ost och brännvin) brukar också ingå. Till skillnad från julmaten är maten under påsk "lättare", men kompletteras ofta med godsaker av marsipan utöver traditionen med godisfyllda påskägg. Ägg äts mycket under påsken, vilket har att göra med att vildfåglarna lägger ägg i samband med fastan. Långfredagen har traditionellt sett varit en sorgens dag, vilket har inneburit att både mathållning och nöjen under dagen brukar ha hållits på en återhållsam nivå. Fram till 1973 var det förbjudet att bland annat gå på bio på långfredagen.

#### Midsommar
Midsommar är en av de största svenska högtiderna, och det är då vanligt att äta inlagd sill med färskpotatis och gräddfil och gräslök, samt jordgubbar till efterrätt. Midsommar förknippas också i hög grad med just färskpotatisen, som gärna serveras med dill. Utöver detta serveras ofta någon form av grillat kött och man äter även Janssons frestelse, köttbullar och prinskorv.
Många tar sig ett antal nubbar till maten, en snaps på 2–4 cl. Det dricks också mycket öl under midsommar, och alkoholkonsumtionen är under helgen hög.

#### Kräftskiva
På en kräftskiva utgörs huvudrätten av hela kräftor kokade i en lag bestående av saltat vatten, öl, rikligt med dillkronor och andra kryddor. Vanliga kompletterande matvaror vid kräftskivan är bröd, kryddad ost och räkor, samt traditionella smörgåsbordsrätter. Vanliga drycker är brännvin, öl och sockerdricka.

#### Mårtensgås
Mårtensgås är en svensk tradition som firas den 11 november till minne av helgonet Martin av Tours. Tidigare firades högtiden i hela Sverige men numer firas den mest i Skåne. Högtiden firas även i bland annat Tyskland och Polen. På Mårtensgås äter man gås, med svartsoppa som förrätt. Till efterrätt bjuds ofta skånsk äppelkaka. De maträtter som äts på Mårtensgås infördes av krögaren på Piperska muren 1850. Innan dess serverade man lutfisk till förrätt och risgrynsgröt till efterrätt.

## Urval av svenska maträtter
- Blodpudding - Blodbaserad maträtt vanligen serverad med lingonsylt
- Bruna bönor med fläsk
- Brännesnuda - En slags soppa där fläsklägg kokas med olika grönsaker
- Dillkött
- Falukorv
- Fattiga riddare - Formbröd som steks i pannkakssmet
- Gravad lax - Lax som läggs i en lösning av socker och salt
- Inlagd sill - Sill som lagts in i en ättiks- och sockerlag som smaksätts med olika kryddor
- Inlagd strömming
- Isterband - En lättrökt syrad grovkornig korv
- Janssons frestelse - En potatisgratäng med ansjovis
- Julbord - Ett slags smörgåsbord
- Julskinka - Rimmad skinka som griljeras med senap
- Kalops - Rätt på nötkött och lök som kryddas.
- Knäckebröd - Hårt bröd gjort på råg
- Korv stroganoff - En korvrätt som är inspirerad av biff stroganoff
- Kroppkaka - Potatisbaserade bollar med inbakat fläsk som ofta serveras med skirat smör och lingonsylt
- Kräftor - Skaldjur som serveras på en kräftskiva
- Kräm - Frukt som kokas med socker tills de är mjuka och får en lös konsistens.
- Kålpudding - Kål och köttfärs som tillagas i ugnen
- Köttbullar
- Köttsoppa - Soppa gjord på kött och rotfrukter som ibland drygas ut med klimp
- Lapskojs - Rätt med saltat nötkött, potatismos och kryddor.
- Lingonsylt
- Lutfisk - Torrfisk som lagts i lut
- Messmör
- Ostkaka - Mjölk som ystas med ostlöpe till en kaka som tillagas i ugnen
- Palt - Potatis- och mjölbaserad deg fylld med fläsk som kokas i vatten
- Pannkakor/Plättar - Ägg, vetemjöl och mjölk som steks i en smörsmord pannkakslagg
- Pyttipanna - Tärningar av potatis, lök och kött samt valfria livsmedel som ugnsbakas eller steks i stekpanna. Brukar serveras med stekt ägg och inlagda rödbetor
- Raggmunk - Pannkakssmet som blandas med riven potatis och steks sedan på samma sätt som pannkakor
- Rotmos
- Sill - Sillfisk som används på många sätt
- Smörgåsbord - Svensk buffé
- Smörgåstårta - Smörgåsar i flera lager med många olika pålägg som liknar en tårta
- Strömming - Se sill. Samma art som sill fast fångad i Östersjön till skillnad från sill som fångas väster om Sverige.
- Surströmming - Fermenterad strömming
- Svartsoppa - Soppa som huvudsakligen består av buljong och blod som serveras vid Mårtengås
- Tjälknöl - Djupfryst kött (ofta älgkött) som ugnsbakas länge på 75 grader tills den når innertemperaturen 68 grader
- Västerbottensost - Svensk grynpipig ost
- Ärtsoppa - Soppa som görs på gula ärtor och spad från fläsk
- Äppelkaka - En vanlig efterrätt med äpple och pajdeg som ofta serveras med vaniljsås